# Eddie Floyd
Eddie Floyd, född 25 juni 1937 i Montgomery, Alabama, är en amerikansk sångare och låtskrivare.
Floyd föddes i Alabama men växte huvudsakligen upp i Detroit. Han var från och med 1955 medlem i R&B-gruppen The Falcons. Han inledde en solokarriär 1959 efter att Wilson Pickett tagit hans plats i den gruppen.
På 1960-talet flyttade han till Memphis och började jobba för Stax Records där han bland annat stod som upphovsman för några låtar som Otis Redding, Sam and Dave och Wilson Pickett hade hits med. 1966 gav Floyd ut låten "Knock on Wood" vilken han samskrivit med Steve Cropper. Den blev en stor framgång på Billboards R&B-lista där den låg etta, och den tog sig till plats #28 på poplistan Hot 100. Den låten har kommit att bli hans signatursång, och även en av de definitiva Staxsoul-låtarna. Låten blev även en hit i Storbritannien där den nådde nittonde plats på singellistan. Låten blev inspelad av David Bowie 1974, och mycket känd när Amii Stewart gjorde en discocover på den 1979.
Floyd följde upp "Knock on Wood" med mindre hitsinglar som "Raise Your Hand" (1967), "I've Never Found a Girl" och en cover på Sam Cookes "Bring It On Home to Me" (båda 1968). Efter en sista större hit med "California Girl" 1970 hade han under första halvan av 1970-talet hyfsade framgångar på amerikanska R&B-listan, men tog sig aldrig högt upp på poplistan. Han släppte sitt senaste album Eddie Loves You So 2008.

## Diskografi
Album utgivna på Stax Records
- Knock on Wood (1967)
- Never Found a Girl (1968)
- Rare Stamps (1969)
- You've Got to Have Eddie (1969)
- California Girl (1970)
- Down to Earth (1971)
- Baby Lay Your Head Down (1973)
- Soul Street (1974)